# Thane
Thane (o Thana, Tanna) è una suddivisione dell'India, classificata come municipal corporation, di 1.261.517 abitanti, capoluogo del distretto di Thane, nello stato federato del Maharashtra. In base al numero di abitanti la città rientra nella classe I (da 100.000 persone in su). Fa parte della grande conurbazione di Mumbai, e rispetto alla stessa è localizzata a Nord-Est.

## Geografia fisica
La città è situata a 19° 11' 60 N e 72° 58' 0 E e ha un'altitudine di 8 m s.l.m..

## Storia
Marco Polo ha scritto di questa località:
Vi racconterò ora un fatto iniquo. In questo regno esistono molti corsari che corrono il mare facendo gran danni ai mercanti; e pensate che ciò accade per volere del re che ha fatto con loro un patto: i corsari gli devono dare tutti i cavalli che prendono, e prendere cavalli non è raro in quei luoghi. Ricorderete che vi ho raccontato del gran commercio di cavalli che si fa per tutta l’India: i mercanti ne portano a vendere molti e poche sono le navi che non portano cavalli. Perciò il re, come ho detto, ha fatto questo patto con i corsari: essi devono dargli tutti i cavalli che prendono, e a loro restano tutte le altre merci, l’oro, l’argento, le pietre preziose. E questo è un malvagio procedere, indegno di un re»
(Marco Polo, Il Milione, cap. 186. Traduzione italiana Maria Bellonci)

## Società

### Evoluzione demografica
Al censimento del 2001 la popolazione di Thane assommava a 1.261.517 persone, delle quali 674.660 maschi e 586.857 femmine. I bambini di età inferiore o uguale ai sei anni assommavano a 156.685, dei quali 81.806 maschi e 74.879 femmine. Infine, coloro che erano in grado di saper almeno leggere e scrivere erano 981.065, dei quali 554.589 maschi e 426.476 femmine.